# Ascorhynchus parvituberculatus
Ascorhynchus parvituberculatus är en havsspindelart som beskrevs av Stock, J.H. 1953. Ascorhynchus parvituberculatus ingår i släktet Ascorhynchus och familjen Ammotheidae. Inga underarter finns listade i Catalogue of Life.